# Baltazar (babiloński książę)
Baltazar, właśc. Bel-szar-usur (akad. Bēl-šar-uṣur; biblijny Baltazar) – babiloński książę, najstarszy syn króla Nabonida (556–539 p.n.e.), wyznaczony przez niego na następcę tronu.

## Imię
Jego rodzime, akadyjskie imię brzmi Bēl-šar-uṣur i znaczy „Boże Belu króla strzeż!”. W Biblii, w której wzmiankowany jest on w piątym rozdziale Księgi Daniela, jego imię Bēl-šar-uṣur uległo zniekształceniu i zapisywane było w następujący sposób:
| imię Bēl-šar-uṣur w zapisie biblijnym    | miejsce w Biblii                                 | miejsce w Biblii |
| imię Bēl-šar-uṣur w zapisie biblijnym    | Księga Daniela, rozdział 5 (Dn 5:1,2,9,22,29,30) |                  |
| ---------------------------------------- | ------------------------------------------------ | ---------------- |
| zapis hebrajski w Kodeksie Leningradzkim | בֵּלְשַׁאצַּ֞ר /be·le·sha·tzar/                          |                  |
| zapis grecki w Septuagincie              | βαλτασαρ /baltasar/                              |                  |
| zapis łaciński w Wulgacie                | Balthasar                                        |                  |

W polskich przekładach Biblii spotykane są następujące formy zapisu tego imienia:
| Biblia gdańska           | Balsazar                          |
| Biblia poznańska         | Belszazar                         |
| Biblia warszawsko-praska | Baltazar                          |
| Biblia Tysiąclecia       | Baltazar                          |
| Biblia warszawska        | Belsazar                          |
| Przekład Nowego Świata   | Belszaccar (1997) Baltazar (2018) |

## Historyczny Bel-szar-usur
W mezopotamskich źródłach klinowych zachowało się niewiele informacji dotyczących Bel-szar-usura. Nie wiadomo ani kiedy się urodził, ani kim była jego matka (być może była to Nitokris). W trakcie rebelii swego ojca w 556 roku p.n.e. był on już najprawdopodobniej osobą dorosłą i być może nawet brał udział w samym spisku jako jeden z jego przywódców. Po przejęciu władzy przez Nabonida rzadko pojawia się w jego inskrypcjach. Jedna z niewielu wzmianek o nim znajduje się w tekście umieszczonym na cylindrach Nabonida z Ur, który to tekst kończy się następującą modlitwą króla do boga Sina:

„Jeżeli chodzi o mnie, Nabonida, króla Babilonu, uchroń mnie od grzechów przeciw twej wielkiej boskości i przyznaj mi w darze życie (pełne) długich dni, a jeżeli chodzi o Bel-szar-usura, mego najstarszego syna, mego potomka, wlej cześć dla twej wielkiej boskości w jego serce aby nie popełnił żadnych rytualnych pomyłek, niechaj nasyci się pełnią życia”.

Według źródeł powstałych już po podboju Babilonii przez Persów Nabonid wyznaczyć miał Bel-szar-usura do zarządzania Babilonią w czasie swego dziesięcioletniego pobytu w oazie Tema w Arabii. Jeden z tekstów opisuje to w następujący sposób:

„Gdy trzeci rok (jego panowania) miał się rozpocząć, powierzył on armię swemu najstarszemu synowi, swemu pierworodnemu, oddziały w kraju przekazał pod jego rozkazy. Wszystko porzucił, powierzył mu królestwo, a sam wyruszył w długą podróż. Wojska Akadu pomaszerowały z nim w kierunku Temy, daleko na zachodzie”

Relację tą potwierdza Kronika Nabonida, która w zachowanych ustępach dotyczących wydarzeń z 7, 9, 10 i 11 roku panowania Nabonida powtarza informację, iż w latach tych „król pozostawał w Temie, a książę, jego oficerowie i jego oddziały pozostawały w Akadzie (tj. Babilonii)”.
W trakcie nieobecności ojca Bel-szar-usur zarządzał wprawdzie Babilonią, ale nominalna władza królewska wciąż pozostawała w rękach Nabonida. Świadczyć o tym może chociażby fakt, iż w trakcie pobytu króla w Temie nie odbywało się w Babilonie akitu, święto Nowego Roku, do którego obchodów obecność władcy była niezbędna. Dopiero gdy Nabonid powrócił do Babilonu święto to mogło się odbyć. Wraz z powrotem Nabonida do Babilonu Bel-szar-usur znika ze źródeł klinowych i jego dalszy los jest nieznany.

## Biblijny Baltazar
Bel-szar-usur pojawia się w piątym rozdziale biblijnej Księgi Daniela (Dn 5:1-30), gdzie nosi imię Baltazar. Przedstawiany jest on tam jako ostatni król babiloński przed podbojem perskim oraz syn Nabuchodonozora. Niektórzy badacze uważają, że określenie „syn Nabuchodonozora” użyte tu zostało w znaczeniu „potomek Nabuchodonozora”. Twierdzą oni, że Nabonid mógł ożenić się z jedną z córek Nabuchodonozora, która byłaby matką Baltazara. Jak dotychczas nie odkryto jednak żadnych dowodów które potwierdzałyby tę teorię. Z drugiej strony nazwanie Nabuchodonozora ojcem Baltazara (Dn 5:2) wyjaśnia się tym, że w językach semickich wyraz ab (ojciec) oznacza także dziada, przodka lub poprzednika na tym samym stanowisku. Historyczne nieścisłości w Księdze Daniela wyjaśniane są tym, że najprawdopodobniej spisana ona została w kilkaset lat po opisywanych w niej wydarzeniach.
Według przekazu biblijnego Baltazar miał urządzić w swym pałacu wystawną ucztę, w trakcie której nakazał przynieść złote i srebrne naczynia zrabowane przez Nabuchodonozora ze Świątyni Jerozolimskiej, by goście mogli na nich ucztować. Wobec tego aktu świętokradztwa w sali pojawiła się ręka, która wypisała na ścianie tajemnicze słowa mane, tekel, fares. Król polecił wezwać Daniela, który odczytał je jako zapowiedź upadku jego królestwa, za co został ustanowiony trzecią osobą w państwie. Potwierdzałoby to teorię, że Baltazar sprawował jedynie regencję podczas nieobecności ojca w kraju.
W noc uczty Baltazar został zabity (Dn 5:30). Tym wydarzeniem kończy się piąty rozdział Księgi Daniela. Pierwszy wers następnego rozdziału informuje, że władzę w Babilonie objął sześćdziesięciodwuletni Dariusz Med, którego identyfikacja historyczna przysparza trudności badaczom Biblii.